# Manta elèctrica

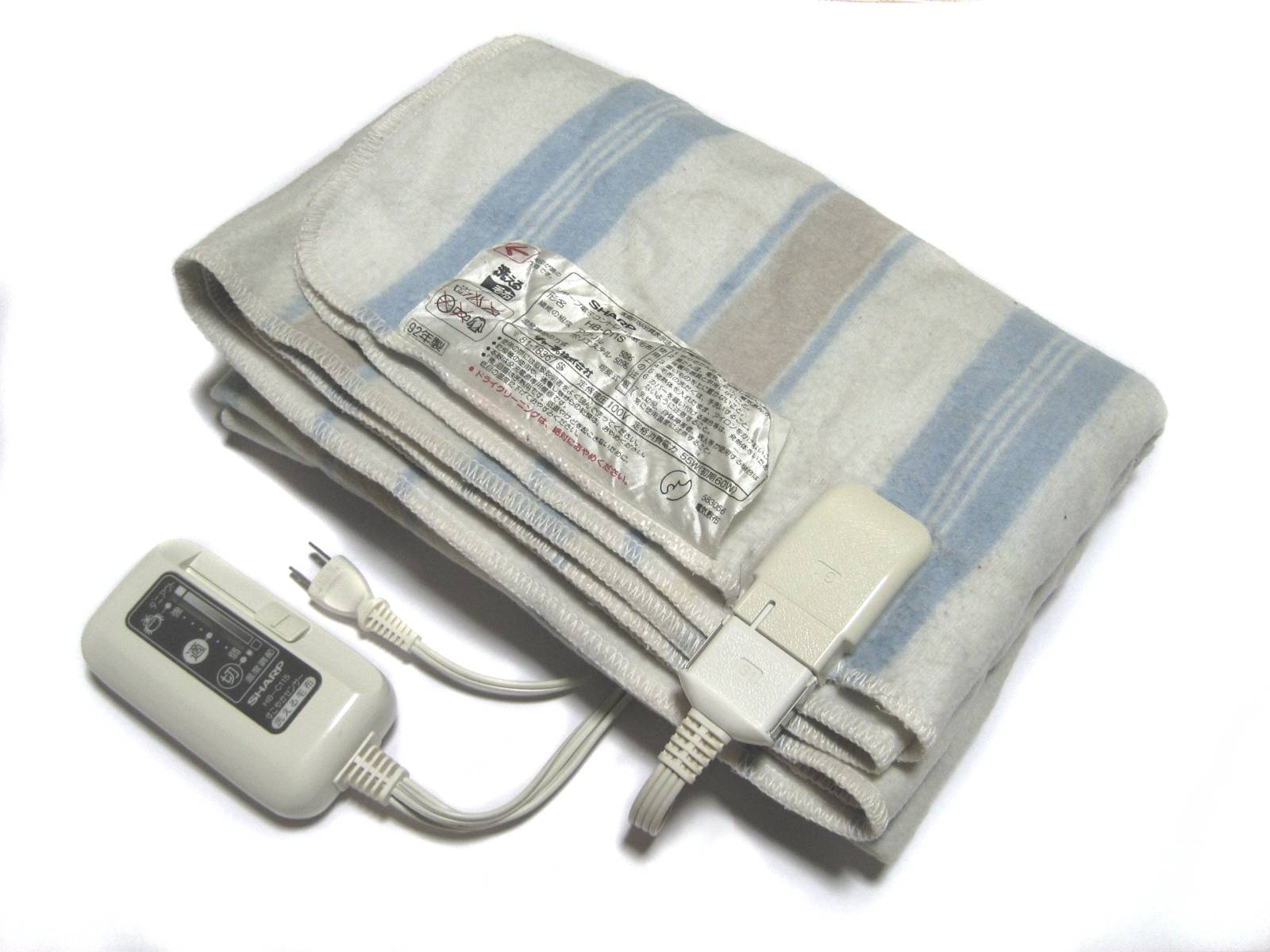
Manta elèctrica

Una manta elèctrica és una flassada amb un aparell calefactor elèctric integrat que es col·loca generalment sobre la llençol superior del llit. Una altra variant de la manta elèctrica és el coixi elèctric, que es col·loca sota el llençol inferior del llit. La manta elèctrica es pot utilitzar per pre-escalfar el llit abans del seu ús o per mantenir l'usuari calent mentre està al llit.
Les mantes elèctriques tenen normalment un termòstat que ajusta la quantitat de calor que la manta produeix. Les mantes per llits més grans tenen sovint controls separats per a cada un dels costats del llit.

## Qüestions de seguretat
A causa de la combinació de calor, electricitat, abundància de material inflamable i una persona que dorm, l'ús de mantes elèctriques ha estat una preocupació internacional per als cossos de bombers. Com a preocupació prioritària es troben les mantes que tenen més de deu anys i/o han estat danyades en ser arrugades, doblegades, ratllades, esquinçades o degradades pel desgast ordinari. Al Regne Unit, s'estima que 5.000 focs anuals són causats per les mantes elèctriques, dels quals el 99% es creu que han estat causats per mantes de deu anys o més.
Les mantes elèctriques també presenten un risc de cremada als que no puguin sentir dolor o no puguin reaccionar a ell. Els individus inclosos en aquest grup són nadons, nens petits, diabètics i ancians.